# Stilobezzia trilineata
Stilobezzia trilineata är en tvåvingeart som beskrevs av Meillon och Wirth 1983. Stilobezzia trilineata ingår i släktet Stilobezzia och familjen svidknott. Inga underarter finns listade i Catalogue of Life.